# 황쉐천

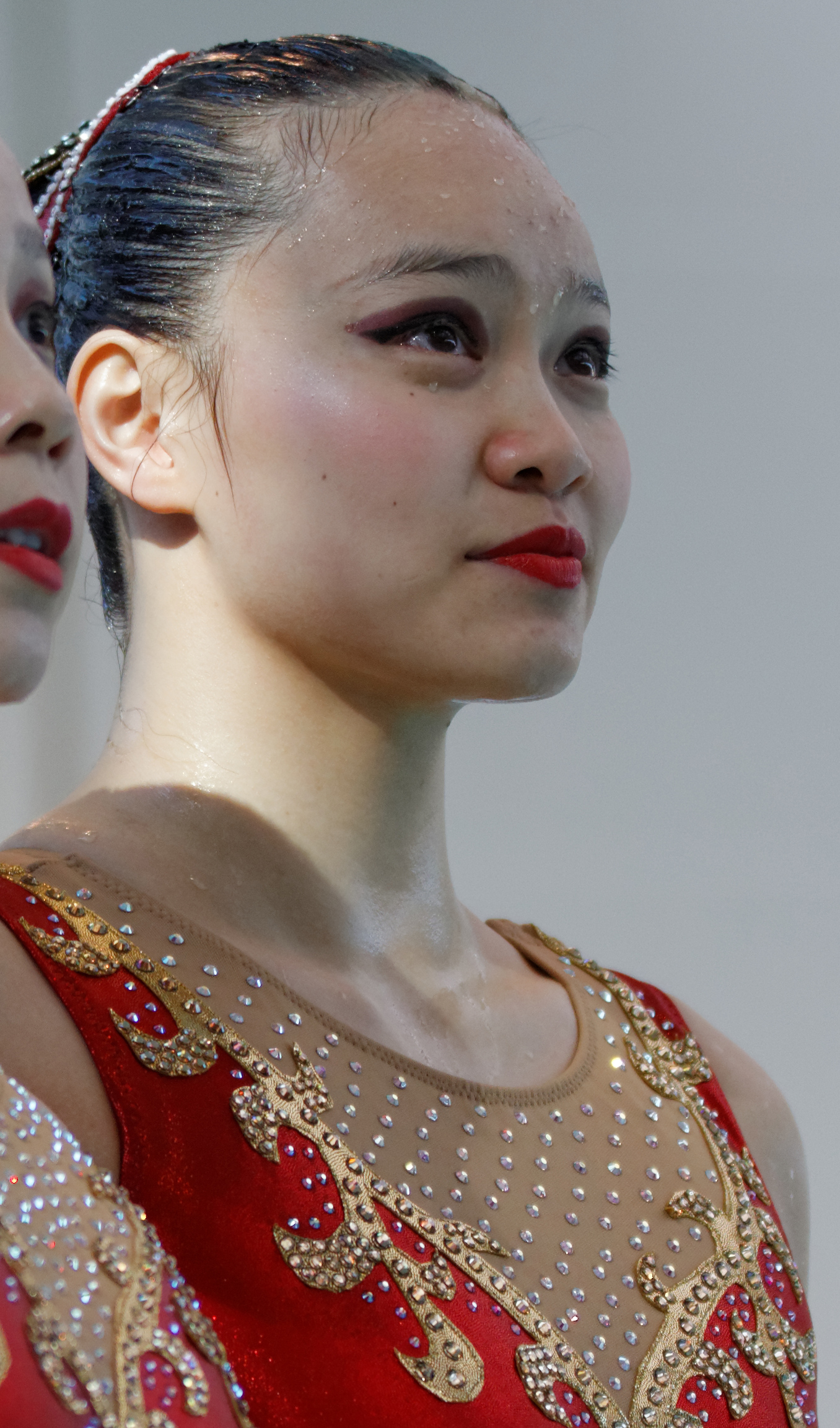

황쉐천(黄雪辰, Huáng Xuěchén, 1990년 2월 25일 ~ )은 중국의 올림픽 아티스틱스위밍 선수이다.

## 어린 시절
황은 1990년 상하이에서 태어났다. 1996년 상하이 페이화 학교에 입학하여 수영 훈련을 시작했고 2000년에 아티스트스위밍으로 전환했다. 2002년에 황은 상하이 체육대학교에 입학했다.